# ني ني لين إين
ني ني لين إين (البورمية: नี่คลิวิม؛ من مواليد 14 نوفمبر 1999) هي مهندسة معمارية بورمية، عارضة أزياء وحاملة لقب ملكة جمال. مثلت ميانمار في مسابقة ملكة جمال الدولية الكبرى 2023 التي أقيمت في فيتنام في 25 أكتوبر 2023، حيث احتلت المركز الثاني.
شاركت سابقًا في مسابقة ملكة جمال الكون ميانمار 2022 لكنها انسحبت بسبب مشاكل عائلية.

## حياتها المبكرة والتعليم
ولدت في 14 نوفمبر 1999 في مودون، ميانمار. تخرجت بدرجة دبلوم في الهندسة المدنية من أكاديمية هيئة البناء والتشييد في توا بايوه، سنغافورة.

## روابط خارجية
- ني ني لين إين  على فيسبوك.
- ني ني لين إين على إنستغرام
- ني ني لين إين على TikTok